# Tobias Künzi
Tobias Künzi (* 18. Februar 1998) ist ein Schweizer Badmintonspieler.
Er wurde 2019 erstmals Schweizer Meister. Weitere Titel folgten 2020, 2021 und 2023. 
Bei den Europaspielen 2023 in Krakau erreichte er unter 32 Spielern die Endrunde im Herreneinzel und schied in der Runde der besten 16 aus. 2024 qualifizierte er sich als erst dritter Schweizer Badmintonspieler für die Olympischen Sommerspiele. In Paris schied er im Herreneinzel jedoch schon in der Vorrunde aus.

## Sportliche Erfolge
| Saison | Veranstaltung                   | Disziplin    | Name         |
| ------ | ------------------------------- | ------------ | ------------ |
| 2019   | Schweizer Einzelmeisterschaften | Herreneinzel | Tobias Künzi |
| 2020   | Schweizer Einzelmeisterschaften | Herreneinzel | Tobias Künzi |
| 2021   | Schweizer Einzelmeisterschaften | Herreneinzel | Tobias Künzi |
| 2023   | Schweizer Einzelmeisterschaften | Herreneinzel | Tobias Künzi |